# Улица Вильгельма Пика (Москва)
Улица Вильге́льма Пи́ка — улица на северо-востоке Москвы, названная в честь немецкого коммуниста Вильгельма Пика. На улице расположена станция метро «Ботанический сад».

## География
Улица Вильгельма Пика расположена на северо-востоке Москвы и проходит в меридиональном направлении, от улицы Сергея Эйзенштейна (продолжением которой она является) до Малого кольца Московской железной дороги. Разделяет Останкинский район (слева) и район Ростокино Северо-Восточного административного округа. Пересекает Сельскохозяйственную улицу, реку Яуза (слева находится парковая зона поймы реки), 1-ю улицу Леонова и железнодорожную линию Окружной дороги. После железной дороги переходит за проездом Серебрякова в 1-й Ботанический проезд.
Особенностью улицы является то, что её чётная сторона располагается с левой стороны (Останкинский район).

## История
В 1955—1975 годах улица называлась 3-й Сельскохозяйственный проезд (по Сельскохозяйственной улице). Переименована в 1975 году в связи с изменением типа объекта в честь В. Пика (1876—1960) — деятеля Коммунистической партии Германии, президента ГДР (1949—1960).

## Учреждения и организации
- Дом 3 — Всероссийский государственный университет кинематографии имени С. А. Герасимова (ВГИК);
- Дом 4, корпус 1 — отделение связи 129256;
- Дом 4, корпус 2 — Международная академия духовного единства народов мира; Центр социально-политической истории (ЦСПИ);
- Дом 4А — Федеральная национально-культурная автономия курдов Курдский дом; Международный союз курдских общественных организаций;
- Дом 4 — издательство Интелбридж Плюс;
- Дом 4, строение 1 — Российский государственный социальный университет (РГСУ);
- Дом 4, строение 2 — РГСУ: факультет довузовского образования; социальный колледж;
- Дом 8 — Tetra Pak Russia;
- 16 — Деловой центр «Парк Хуамин»;

## Общественный транспорт
- Станция метро  Ботанический сад и станция Московского центрального кольца  Ботанический сад — в начале улицы.

По улице проходят автобусы:
- 33 Рижский вокзал —  Алексеевская —  ВДНХ —  Ботанический сад /  Ботанический сад —  Владыкино
- 154 ВДНХ-Южная —  ВДНХ —  Ботанический сад /  Ботанический сад —  Окружная / платформа Окружная — Станция Ховрино
- 428 ВДНХ-Южная —  ВДНХ —  Ботанический сад /  Ботанический сад —  Свиблово —  Медведково
- 603 Юрловский проезд —  Ботанический сад /  Ботанический сад — Платформа Яуза
- н6 Осташковская улица —  Медведково —  Бабушкинская —  Свиблово —  Ботанический сад /  Ботанический сад —  ВДНХ —  Алексеевская —  Рижский вокзал —  Проспект Мира /  Проспект Мира —  Сухаревская —  Лубянка —  Китай-город